# Denys Monastyrsky
Denys Anatoliiovych Monastyrsky (em ucraniano:  Денис Анатолійович Монастирський; Khmelnytsky, 12 de junho de 1980 – Brovary, 18 de janeiro de 2023) foi um advogado e político ucraniano que serviu como Ministro de Assuntos Internos da Ucrânia de 16 de julho de 2021 até sua morte em 18 de janeiro de 2023.

## Biografia
Denis Anatolyovich Monastyrsky nasceu em Khmelnytskyi, no que era então o SSR ucraniano da União Soviética, em 12 de junho de 1980. Ele é graduado pela Faculdade de Administração e Direito da Universidade Khmelnytsky. Ele também é ex-aluno do Instituto Koretsky de Estado e Direito da Academia Nacional de Ciências da Ucrânia. Ele é doutor em direito.
Em 2007, Monastyrsky iniciou sua carreira como advogado. Ele também chefiou o departamento de legislação e especialização científica na parte de pesquisa da Khmelnytsky University of Management and Law, onde trabalhou como professor associado. É co-fundador e membro do conselho de administração da Associação Cultural Juvenil Podolia “No futuro pela cultura”.
Entre 2014 e 2019, Denis Monastyrsky foi consultor assistente de Anton Herashchenko.
Na corrida para a eleição presidencial ucraniana de 2019, Monastyrsky foi apresentado como um especialista na "equipe" de reforma da aplicação da lei do candidato presidencial Volodymyr Zelensky. Zelensky venceu a eleição e foi empossado como presidente da Ucrânia em 20 de maio de 2019.
Monastyrsky foi candidato ao cargo de Servo do Povo nas eleições parlamentares ucranianas de 2019. Ele foi colocado em 19º lugar na lista eleitoral nacional e foi eleito para a Verkhovna Rada. No Parlamento, ele se tornou presidente do Comitê Parlamentar de Assuntos Policiais. Segundo uma análise do movimento civil "Chesno", foi um dos deputados populares que mais iniciativas legislativas apresentou.
Depois que o Ministro de Assuntos Internos Arsen Avakov em 12 de julho de 2021 apresentou sua renúncia (carta) do cargo de Ministro de Assuntos Internos, Monastyrsky foi nomeado em 16 de julho de 2021 Ministro da Administração Interna por 271 deputados.

## Morte
Dennis Anatolyovich morreu aos 42 anos em um acidente de helicóptero em 18 de janeiro de 2023 em um subúrbio ao leste da capital ucraniana, Kiev. Ele estava junto com outras autoridades ucranianas, a aeronave atingiu um jardim de infância, 3 de 15 vítimas identificadas eram crianças.